# Sofia Frederica de Meclemburgo-Schwerin
Sofia Frederica de Meclemburgo-Schwerin (em alemão:  Sophie Friederike; Schwerin, 24 de agosto de 1758 — Palácio de Sorgenfri, 29 de novembro de 1794) foi uma duquesa de Meclemburgo-Schwerin e princesa-herdeira da Dinamarca por casamento.

## Família e primeiros anos
Sofia Frederica de Meclemburgo-Schwerin foi a única filha do duque Luís de Meclemburgo-Schwerin, segundo filho do duque Cristiano Luís II de Meclemburgo-Schwerin, e da princesa Carlota Sofia de Saxe-Coburgo-Saalfeld. Nasceu em Schwerin. O seu único irmão que sobreviveu à infância era o príncipe Frederico, cerca de dois anos mais velho.

## Casamento

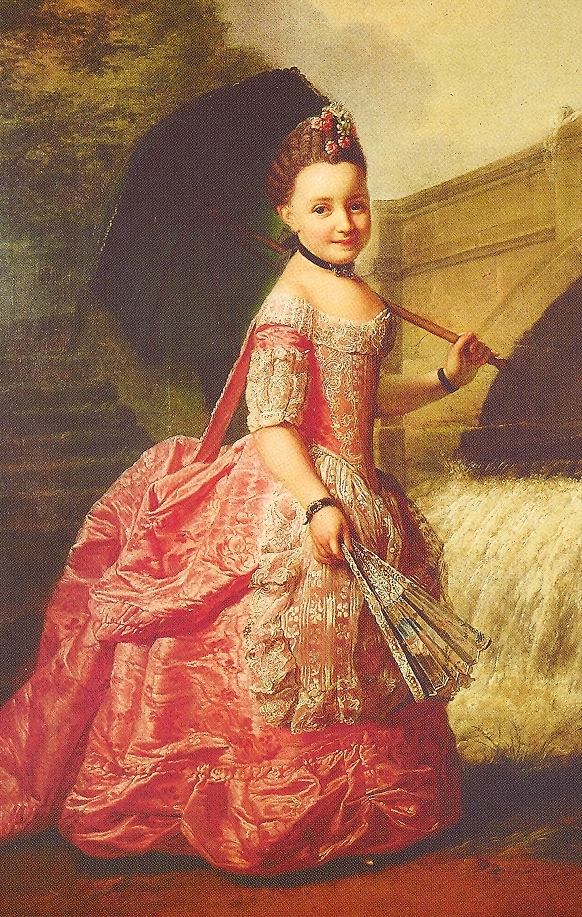
Sofia Frederica enquanto criança. Pintura de 1765 por Georg David Matthieu.

No dia 21 de outubro de 1774, Sofia casou-se em Copenhaga com o príncipe-herdeiro Frederico, Príncipe Hereditário da Dinamarca, filho do rei Frederico V da Dinamarca e da sua segunda esposa, a duquesa Juliana Maria de Brunsvique-Volfembutel, que foi regente da Dinamarca entre 1772 e 1784. Tinha 16 anos quando se casou.
Sofia Frederica era descrita como alegre, encantadora e inteligente. Teve dificuldade em adaptar-se ao seu novo país mais rígido, mas tornou-se bastante popular. Diz-se que ficou desapontada quando viu o marido pela primeira vez, mas os dois acabaram por gostar um do outro, embora se pense que ambos tinham amantes. Frederico tinha um caso com Caja Hviid, uma amiga de Sofia, enquanto havia rumores de que os filhos desta eram, na verdade, fruto da sua relação com o ajudante do marido, Frederik von Blücher. Diz-se que a harmonia do casamento vinha do facto de os dois se compreenderem um ao outro. A amizade sem conflitos entre o casal levou a que muitos tivessem medo que um dia ela viesse a interferir na política do país.
Morreu no Palácio de Sorgenfri.

## Descendência
Sofia Frederica e Frederico tiveram os seguintes filhos:
- Juliana Maria (Palácio de Christiansborg, 2 de maio de 1784 – Copenhaga, 28 de Outubro de 1784)
- Cristiano VIII da Dinamarca (1786–1848), rei da Noruega e da Dinamarca
- Juliana Sofia (Copenhaga, 18 de fevereiro de 1788 – Copenhaga, 9 de maio de 1850), casada em Frederiksborg no dia 22 de agosto de 1812 com o conde Guilherme de Hesse-Philippsthal-Barchfeld; com descendência
- Luísa Carlota (1789–1864), casada com o conde Guilherme de Hesse-Cassel (ou Hesse-Kassel)
- Fernando, Príncipe Hereditário da Dinamarca (1792–1863), sem descendência